# Zihe (köping i Kina, Shandong)
Zihe (kinesiska: 淄河镇, 淄河) är en köping i Kina. Den ligger i provinsen Shandong, i den östra delen av landet, omkring 99 kilometer öster om provinshuvudstaden Jinan. Antalet invånare är 19 446. Befolkningen består av 9 662 kvinnor och 9 784 män. Barn under 15 år utgör 12,0 %, vuxna 15-64 år 74 %, och äldre över 65 år 12,0 %. Zihe ligger vid sjön Taihe Shuiku.
Genomsnittlig årsnederbörd är 865 millimeter. Den regnigaste månaden är juli, med i genomsnitt 304 mm nederbörd, och den torraste är januari, med 8 mm nederbörd.